# Vararia athabascensis
Vararia athabascensis är en svampart som beskrevs av Gilb. 1970. Vararia athabascensis ingår i släktet Vararia och familjen Lachnocladiaceae.   Inga underarter finns listade i Catalogue of Life.